# Querceto (Montecatini Val di Cecina)
Querceto is een plaats (frazione) in de Italiaanse gemeente Montecatini Val di Cecina.